# Биб, Майк
Микки Дэйл «Майк» Биб (англ. Mickey Dale «Mike» Beebe; 28 декабря 1946, Амагон, Арканзас) — американский политик, представляющий Демократическую партию. 45-й губернатор штата Арканзас (2007—2015).

## Биография

### Ранние годы
Биб родился в Амагоне, небольшом городке в округе Джексон, штат Арканзас. Он был воспитан матерью, которая работала официанткой, и никогда не встречал своего отца. В детстве они часто переезжали. Они жили в Детройте, Сент-Луисе, Чикаго, Хьюстоне и Аламогордо (Нью-Мексико). В итоге они вернулись в Арканзас, где Биб окончил среднюю школу Ньюпорт в 1964 году.
В 1968 году Биб получил степень бакалавра искусств в политологии в университете штата Арканзас, где он был членом братства Sigma Pi. В 1972 году он получил степень бакалавра права в Арканзасском университете. Биб был резервистом армии США, после чего окончил юридическую школу и на протяжении десяти лет занимался юридической практикой Серси, округ Уайт.

### Политическая карьера
В 1982 году Биб был избран в сенат штата Арканзас, где работал в течение 20 лет. В 2002 году он был избран генеральным прокурором штата Арканзас и занимал эту должность до избрания губернатором.
14 июня 2005 года Биб выдвинул свою кандидатуру на пост губернатора штата Арканзас. На выборах 7 ноября 2006 года Биб победил, набрав 55 % голосов. Он обошёл бывшего конгрессмена и главу Управления по борьбе с наркотиками республиканца Асу Хатчинсона и независимого кандидата от партии зелёных Роя Брайана. 9 января 2007 года Биб был приведён к присяге. На 2008—2009 годы его избрали в исполнительный комитет Ассоциации губернаторов-демократов.

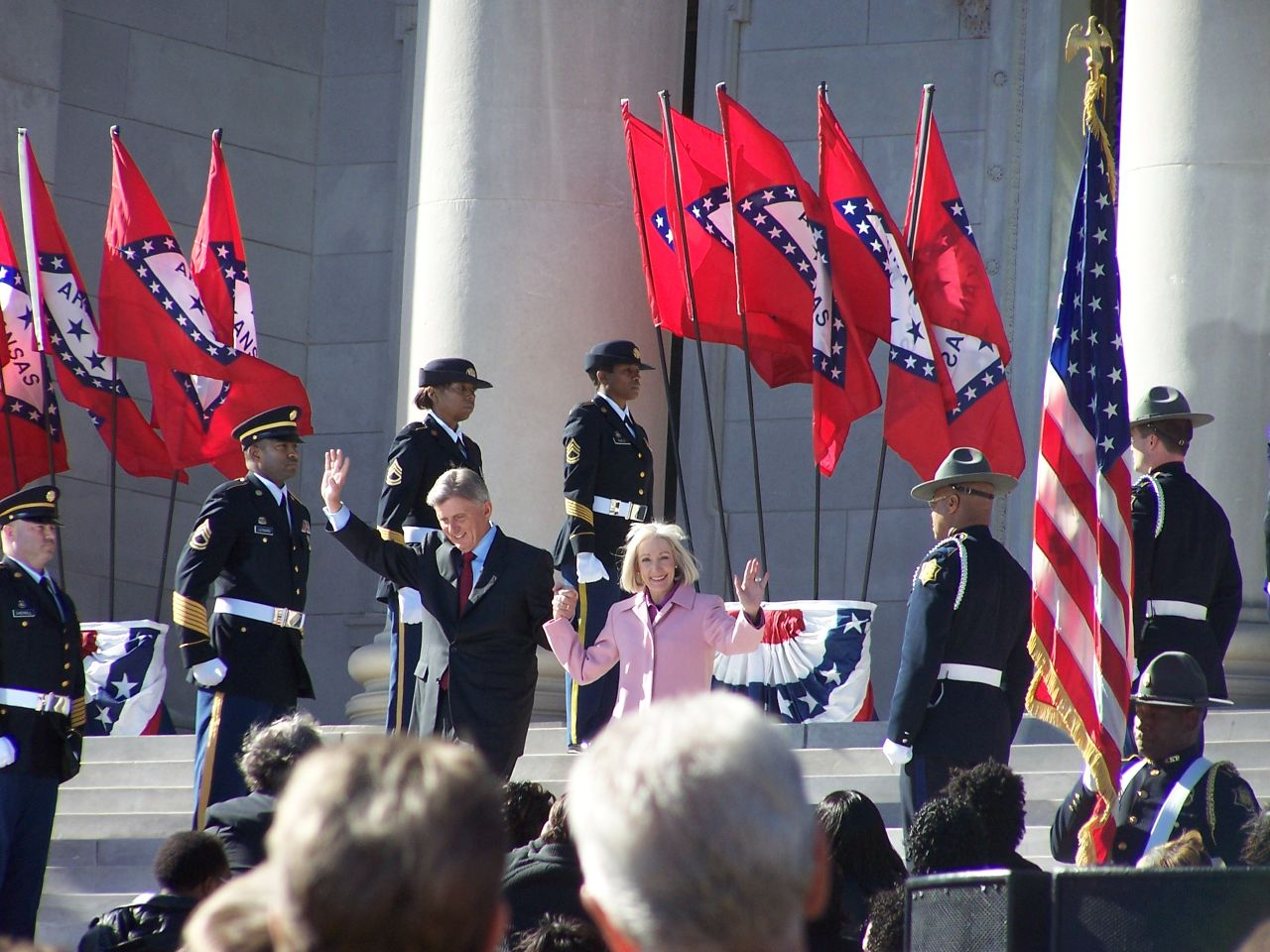
Инаугурация, Литтл-Рок, Арканзас. 9 января 2007.

На посту губернатора Биб попытался сократить налоги для среднего класса. Но в основном Биб был сосредоточен на реформе образования. Он разработал программу, которая была направлена на повышение квалификации учителей в Арканзасе. Кроме того, он строил планы по поэтапному отказу от налога на коммунальные услуги для производителей. Биб также представил план из 12-ти пунктов, как сделать здравоохранение более доступным и дешёвым.
На губернаторских выборах 2010 года Биб победил бывшего члена законодательного собрания штата республиканца Джима Кита, набрав 64 % голосов против 34 % у соперника. Он был приведен к присяге 11 января 2011 года в ротонде Капитолия штата Арканзас.
В январе 2011 года он заявил, что поддерживает повышение сбора с автомагистралей.

### Личная жизнь
Биб и его жена Джинджер имеют троих детей и семеро внуков.